# Banys de Les
Els Banys de Les és un monument del municipi de Les (Vall d'Aran) inclòs en l'Inventari del Patrimoni Arquitectònic de Catalunya.

## Descripció
A redós de les fonts termals, aigües sulfuroses sòdiques que brollaven a 35 °C, s'hi conserva un edifici de dues plantes fet el 1834 i reformat el 1852. La qualitat de les seves aigües, la proximitat a la frontera i la relativa facilitat de comunicació determinen que les seves instal·lacions d'antuvi fossin les més importants de la Val.
És un edifici amb dues plantes i amb unes golfes habitables (reformades) amb una coberta de pissarra. A la planta baixa hi ha la galeria de banys (que "tenia una luxosa secció d'instal·lacions, amb més de 16 banys") amb banyeres de pedra, separades per un espai o corredor. La planta superior, en principi quatre dormitoris i terrasses, fou successivament ampliada. L'any 2000, a banda de l'edifici esmentat s'hi conservava, a l'aire lliure, dues banyeres vora d'unes fonts precedides d'un llarg corredor cobert de volta. Resten vint-i-quatre banyeres de marbre vermellós de la pedreara de Cièrp, i deu de marbre de la pedrera de Sant Beat.
En un petit i fullat jardí de la part superior brollen les dues fonts termals. A la part de davant, el parc de plàtans i castanyers s'estenen fins al riu Garona.

## Història
S'afirma que les aigües termals són l'origen de la població de Les. De fet la seva funció balneari comprava des de l'època romana, altars votius i esteles, fins a l'actualitat. Al segle xviii hom valorava la Font de Les com molt saludable per a tota mena de malalties, i es diu que hi arribaven per a prendre l'aigua, beguda, molta gent.
Propietat comú del poble, la seva explotació fou concedida en arrendament al Baró de Les i altres socis a canvi de les despeses de construcció. Establiment en actiu fins a la dècada dels seixanta, a causa de la construcció de la central elèctrica de Sant Joan de Toran hom topà amb les deus de les fonts termals que s'han estroncat. En el 2000 s'estava bastint un nou edifici més avall de la vila.
A l'època romana van ser conegudes i utilitzades les fonts termals que fins fa poc han donat a Les una funció balneària. S'han trobat a la rodalia uns altars votius al respecte.L'actual balneari és un edifici de 2 plantes reconstruït, edificat el 1852 juntament amb una avinguda de til·lers i un extens jardí a la ribera dreta del riu Garona. Havia estat propietat del comú del poble, però en aquesta època van tenir una concessió per uns anys (per despeses de construcció) al baró de Les i d'altres socis. Es van cremar el 1966 i recentment s'han fet reformes a la coberta.